# 周敷郡
- 令制国一覧 > 南海道 > 伊予国 > 周敷郡
- 日本 > 四国地方 > 愛媛県 > 周敷郡

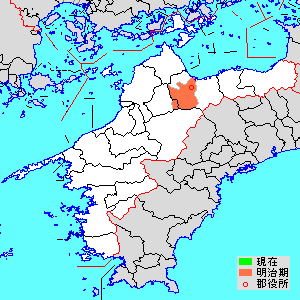
愛媛県周敷郡の位置

周敷郡（しゅうふぐん・すふぐん）は、愛媛県（伊予国）にあった郡。周布郡とも表記した。

## 郡域
1878年（明治11年）に行政区画として発足した当時の郡域は、下記の区域にあたる。
- 西条市の一部（今在家、小松町各町以西かつ三津屋、周布、丹原町池田、丹原町願連寺、丹原町久妙寺、丹原町川根、丹原町高松、丹原町関屋以南）
- 東温市の一部（滑川・明河）

## 歴史

### 近世以降の沿革
- 「旧高旧領取調帳」に記載されている明治初年時点での支配は以下の通り。（1町37村）

| 知行 | 知行           | 村数     | 村名 |
| ---- | -------------- | -------- | --- |
| 藩領 | 伊予松山藩     | 1町 24村 | 三津屋村、池田村、願連寺村、丹原町、今井村、久妙寺村、川根村、高松村、関屋村、北田野村、田野上方村、長野村、石経村、来見村、臼坂村、千原村、滑川村、明河村、鞍瀬村、楠窪村、湯屋口村、志川村、寺尾村、安井村、明穂村 |
| 藩領 | 伊予小松藩     | 9村      | 新屋敷村、北条村、広江村、川無村、大頭村、妙口村、大郷村、千足山村、今在家村 |
| 藩領 | 伊予西条藩     | 2村      | 玉之江村、石田村 |
| 藩領 | 松山藩・小松藩 | 1村      | 吉田村 |
| 藩領 | 小松藩・西条藩 | 1村      | 周布村 |

- 明治4年
  - 7月14日（1871年8月29日） - 廃藩置県により、藩領が松山県、小松県、西条県の管轄となる。
  - 11月15日（1871年12月26日） - 第1次府県統合により、全域が松山県の管轄となる。
  - 丹原町が改称して丹原村となる。（38村）
- 明治5年2月9日（1872年3月17日） - 石鉄県の管轄となる。
- 明治6年（1873年）2月20日 - 愛媛県の管轄となる。
- 明治10年（1877年） - 川無村が分割して南川村・北川村となる。（39村）
- 明治11年（1878年）12月16日 - 郡区町村編制法の愛媛県での施行により、行政区画としての周敷郡が発足。「周敷桑村郡役所」が丹原村に設置され、桑村郡とともに管轄。
- 明治12年（1879年）1月7日 - 「周敷桑村郡役所」が新屋敷村に移転。
- 明治14年（1881年）9月12日 - 「新居周敷桑村郡役所」が新居郡西条町に設置され、同郡および桑村郡とともに管轄。

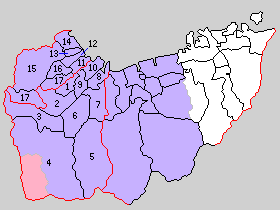
1.福岡村 2.田野村 3.中川村 4.桜樹村 5.千足山村 6.石根村 7.小松村 8.吉井村 9.周布村 10.多賀村（紫：西条市 赤：東温市 11 - 17は桑村郡）

- 明治22年（1889年）12月15日 - 町村制の施行により、下記の各村が発足[3]。特記以外は全域が現・西条市。（10村）
  - 福岡村 ← 久妙寺村、今井村、丹原村、池田村、願蓮寺村、川根村［一部］
  - 田野村 ← 長野村、田野上方村、北田野村、高松村、川根村［大部分］
  - 中川村 ← 湯屋口村、志川村、寺尾村、来見村、石経村、関屋村、明穂村［一部］
  - 桜樹村 ← 楠窪村、鞍瀬村、千原村、臼坂村（現・西条市）、明河村（現・西条市、東温市）、滑川村（現・東温市）
  - 千足山村（単独村制）
  - 石根村 ← 妙口村、大頭村、大郷村、安井村、明穂村［一部］
  - 小松村 ← 南川村、北川村、新屋敷村［大部分］、玉之江村［一部］
  - 吉井村 ← 石田村、今在家村、広江村、新屋敷村［一部］、玉之江村［大部分］
  - 周布村 ← 吉田村、北条村［一部］、周布村［大部分］、三津屋村［一部］
  - 多賀村 ← 北条村［大部分］、三津屋村［大部分］、周布村［一部］
- 明治30年（1897年）4月1日 - 郡制の施行により、周敷郡・桑村郡の区域をもって周桑郡が発足。同日周敷郡廃止。